# Andrij Ponomar
Andrij Ponomar (Oekraïens: Андрій Пономар) (Tsjernihiv, 5 september 2002) is een Oekraïense wielrenner sinds 2025 rijdt bij het Mexicaanse Petrolike.

## Carrière
Ponomar werd op 18-jarige leeftijd beroepsrenner en maakte zijn profdebuut in Milaan-San Remo, de langste koers van het jaar. In 2021 reed hij als jongste renner sinds de Tweede Wereldoorlog de Ronde van Italië uit.

## Overwinningen
2019
 Europees kampioen op de weg, Junioren
 Oekraïens kampioen tijdrijden, junioren
 Oekraïens kampioen op de weg, junioren
2e etappe Saarland Trofeo
3e etappe Trophée Centre Morbihan
2020
1e etappe Grand Prix Rüebliland
Eindklassement Grand Prix Rüebliland
2021
 Oekraïens kampioen op de weg, Elite
Jongerenklassement Belgrade Banjaluka

### Resultaten in voornaamste wedstrijden
| Jaar | Ronde van Italië | Ronde van Frankrijk | Ronde van Spanje |
| ---- | ---------------- | ------------------- | ---------------- |
| 2021 | 67e              |                     |                  |
| 2022 | 117e             |                     |                  |
| 2023 |                  |                     |                  |
| 2024 |                  |                     |                  |

| Jaar | Milaan-San Remo | Gent-Wevelgem | Luik-Bast.‑Luik | Ronde van Lombardije | Brabantse Pijl |
| ---- | --------------- | ------------- | --------------- | -------------------- | -------------- |
| 2021 | 83e             |               |                 |                      |                |
| 2022 |                 |               |                 | opgave               |                |
| 2023 |                 |               | opgave          |                      | 25e            |
| 2024 |                 |               |                 | opgave               |                |

### Resultaten in kleinere rondes
| Jaar | Ronde van de VAE |
| ---- | ---------------- |
| 2024 | 42e              |

## Ploegen
- 2021 –  Androni Giocattoli-Sidermec (vanaf 7 februari)
- 2022 –  Drone Hopper-Androni Giocattoli
- 2023 –  Team Arkéa Samsic (tot 31 juli)[2]
- 2023 –  Team Corratec-Selle Italia (vanaf 10 augustus)
- 2024 –  Team Corratec-Vini Fantini
- 2025 –  Petrolike

Alba · Bais · Benedetti · Bisolti · Cepeda (tot 31/7) · Chirico · Grosu · Holther · Marchiori · Marengo · Merchan · Muñoz · Piccolo (vanaf 24/6 tot 31/7) · Ponomar · Ravanelli · Restrepo · Rojas · Sepúlveda · Tagliani · Tesfatsion · Umba · Vigo · Zardini · Zurita
Barguil · Barré · Biermans · Bouet · Bouhanni · Capiot · Champoussin · Costiou · Dekker · Delaplace · Démare (vanf 1/8) · Edet · Gesbert · Grondin · Guernalec · Guglielmi · Hofstetter · Le Berre · Ledanois · Louvel · McLay · Mozzato · Owsian · Pichon · Ponomar (tot 31/7) · Ries · Riou · Rodríguez · Russo · Vauquelin · Verre · Dauphin (stagiair) · Gillet (stagiair) · Tjøtta (stagiair)
Amella · Baldaccini · Barać · Conti · Dalla Valle · Gandin · Iacchi · Konychev · Masotto · Murgano · Olivero · Ponomar (vanaf 10/8) · Quarterman · Quartucci · Stojnić · Stöckli · Tivani · Vacek · van Empel · Viviani · Zambelli · Darbellay (stagiair) · Debons (stagiair) · Tsarenko (stagiair)
Amella · Baldaccini · Balmer (vanaf 14/5) · Bonifazio · Conti · Darbellay · Debons · González (vanaf 31/3) · Iacchi · Mareczko · Masotto · Monaco · Murgano · Olivero · Padoen · Ponomar · Samudio (vanaf 1/8) · Quartucci · Sbaragli · Stewart · Stöckli · Tsarenko · van Empel · Viviani · Zambelli · Bögli (stagiair) · Parravano (stagiair) · Tissières (stagiair)